# 町立大淀病院
町立大淀病院（ちょうりつおおよどびょういん）は、奈良県吉野郡大淀町にあった医療機関。

## 概要
1955年（昭和30年）2月に病床数30床の町立病院として開院。複数回の増改築を経て275床にまで拡充。独立行政法人労働者健康福祉機構からの委託により、労災委託病棟を有し、吉野地方の地域医療を担っていた。なお、「大淀町立大淀病院」の表記は誤りである（町立大淀病院条例第1条）。
同病院では年間150～200件の分娩を担っていたが、2006年（平成18年）8月に発生した脳出血を起こした妊婦の搬送困難事例の影響で2007年（平成19年）3月に産科（分娩対応）が休止となると、県南部で分娩に対応した病院が他に無かったことから大きな混乱を生じた。
南和広域医療企業団による南和広域医療企業団南奈良総合医療センターの開院に伴い2016年（平成28年）3月31日をもって閉院した。病院施設は2021年（令和3年）度中に解体され跡地には2025年（令和7年）度に町立認定こども園が開園の予定。

## 診療科
- 内科
- 外科
- 脳神経外科
- 皮膚科
- 整形外科
- 小児科
- 婦人科
- 眼科
- 耳鼻咽喉科

## 医療機関の指定等
- 保険医療機関
- 労災保険指定医療機関
- 指定自立支援医療機関（更生医療・育成医療）
- 身体障害者福祉法指定医の配置されている医療機関
- 生活保護法指定医療機関

## 交通アクセス
- 近鉄吉野線 下市口駅下車、徒歩で約10分。
- 奈良交通バスで26系統「大淀病院前」停留所下車。
- 大淀町ふれあいバスで「大淀病院前」停留所下車。